# Idioneurula erebioides
Idioneurula erebioides är en fjärilsart som beskrevs av Felder 1867. Idioneurula erebioides ingår i släktet Idioneurula och familjen praktfjärilar. Inga underarter finns listade i Catalogue of Life.